# Arimphaei
Die Arimphaei waren ein antikes zentralasiatisches Volk, das laut Plinius (Naturgeschichte 6,34) jenseits der Riphäen, in Lytharmis, einer Halbinsel von Keltien am Fluss Karambukis lebte.
Die Arimphaei waren in den Wäldern zu Hause, ernährten sich von Beeren und hatten milde Sitten. Langes Haar hielten sie für schmählich, bei Männern wie bei Frauen. Ihren Nachbarn galten sie als heiliges Volk, und sie belästigten weder sie, noch die Menschen, die bei ihnen Zuflucht gefunden hatten. Sie waren den Hyperboräern ähnlich. Jenseits der Arimphaei lebten die Skythen, Kissier, Anten, Georgi und ein Stamm der Amazonen, bis hin zum Kaspischen und Hyrkanischen Meer.
Phillips nimmt an, dass sie mit Herodots Argippaioi identisch sind (Historien 4,23).